# Kaiserwalzer (1953)
Kaiserwalzer ist ein österreichischer Spielfilm von Franz Antel aus dem Jahr 1953. Die Hauptrollen sind mit Willy Danek, Maria Holst, Rudolf Prack, Gunther Philipp und Winnie Markus sowie Pepi Glöckner und Hans Holt besetzt.

## Handlung
Leutnant Zauner, der Adjutant von Erzherzog Ludwig, hat wieder einmal das Auto seines Chefs benutzt, um seine Freundin, die Tänzerin Anni Wührer, an der kaiserlichen Oper zu besuchen. Diese ist enttäuscht, dass Zauner sie nicht mit zum kaiserlichen Urlaub nach Ischl nehmen will, und reist auf eigene Faust an.
In Ischl lernt Ludwig die Lehrerin Luise Pichler kennen, als sie mit ihren Schülern zum ersten Mal die von Lehrer Resinger vertonte Fassung des Kaiserwalzers singt. Ludwig verliebt sich in Luise und gibt, da er in Zivil ist, vor, Leutnant Zauner zu sein. Beide treffen sich mehrfach und begegnen auf der Alm auch dem Berliner Hauptmann Krause. Zudem erscheint Kaiserin Elisabeth auf der Alm, und die Kinder singen ihr den Kaiserwalzer vor. Elisabeth lädt Luise und die Kinder ein, zum Geburtstag des Kaisers den Kaiserwalzer vorzutragen. Ludwig hat die Begegnung aus einem Versteck mitverfolgt.
In Ischl ist unterdessen der begeisterte Konditor Zauner auf Mizzi, die Tochter des Konditors Bachmaier, aufmerksam geworden. Er hilft ihr bei einer Pistaziencremezubereitung, und beide kommen sich näher, als Anni in der Konditorei erscheint und Zauner erwischt. Durch Hauptmann Krause glaubt Anni zudem, dass Zauner sie zusätzlich noch mit einer Lehrerin betrügt. Anni beschwert sich beim Erzherzog Ludwig über Zauner, und der bittet sie, Stillschweigen zu bewahren. Sie erhält für ihre Verschwiegenheit eine Stelle als Solotänzerin des Balletts in Aussicht gestellt.
Es kommt zu Verwicklungen, als Zauner Mizzi einen Verlobungsring schenkt und Luise glaubt, Ludwig habe sich verlobt. Erst als Ludwig und Anni zusammentreffen und Anni ihn nicht erkennt, glaubt Luise wieder an Ludwigs Unschuld. Der Hof beendet seinen Urlaub, und Ludwig reist zurück nach Wien. Luises Tante Anna Riegler ahnt, dass ihre Nichte unglücklich verliebt ist, und glaubt, dass es des Geldes wegen sei: Ein Leutnant darf nur heiraten, wenn er sich den Abschied aus dem Soldatenstand teuer erkauft hat. Die Tante verkauft daher eine Wiese an Bachmaier, damit Luise Ludwigs Kaution zahlen kann. Da das Geld nicht reicht, begibt sich Luise nach Wien, um bei Kaiserin Elisabeth um einen Erlass der Restkaution „für Leutnant Zauner“ zu bitten. Elisabeth lässt anschließend Zauner zu sich kommen, der jedoch glaubt, Mizzi habe seine Kaution zahlen wollen. Erst jetzt löst Zauner alle Missverständnisse auf, und Elisabeth ist besorgt, dass Ludwig der Liebe wegen seinen Titel aufs Spiel setzen wird, zumal mit einer Prinzessin von Sachsen für ihn bereits eine standesgemäße Partie gefunden wurde. Sie erklärt Luise, wer Ludwig tatsächlich ist, und diese bricht zusammen. Sie erbittet sich jedoch einen letzten Abend mit Ludwig, den ihr Elisabeth gewährt. Am nächsten Tag packt Luise ihre Sachen. Dem dazukommenden Ludwig erklärt sie, von Anfang an über seine wahre Identität Bescheid gewusst zu haben. Sie liebe einen anderen. Als Ludwig Luise verlässt, kommt Resinger zu ihr und nimmt sie mit zurück nach Ischl. Ludwig jedoch tanzt mit versteinerter Miene wenig später zu den Klängen des Kaiserwalzers mit der sächsischen Prinzessin.
Zurück in Ischl zeigt sich, dass zwischen Luise und Resinger tatsächlich eine vorsichtige Beziehung beginnt. Beide haken sich unter, um dem Hochzeitszug von Zauner und Mizzi zuzusehen, die sich nach all den Missverständnissen endgültig gefunden haben.

## Produktion
Ursprünglich wollte Franz Antel das erfolgreiche Singspiel Sissy verfilmen, doch Ilse Kubaschewski vom Gloria-Filmverleih zeigte sich skeptisch, ob eine historische Liebesgeschichte zwischen einer Prinzessin und einem Kaiser für das Publikum interessant genug wäre. Sie verlangte stattdessen eine Liebesgeschichte zwischen einer Prinzessin und einem Mann aus dem Volk oder umgekehrt. Also erfand Antel eine Liebesgeschichte zwischen einem Herzog und einem Mädchen aus dem Volk.
Kaiserwalzer entstand im Studio AFA Graz-Thalerhof sowie im Ringfilm-Studio in Wien. Die Außenaufnahmen stammen aus Bad Ischl, Graz und vom Schloss Schönbrunn. Die Filmbauten schufen Sepp Rothauer und Heinz Ockermüller.
Es tanzt das Dia-Luca-Ballett, die Wiener Sängerknaben singen.
Der Titel geht auf den Kaiser-Walzer von Johann Strauss (Sohn) zurück, der im Film mehrfach zu hören ist.

### Veröffentlichung
Der Film erlebte am 24. Juli 1953 in München seine Premiere. In Österreich wurde er am 10. September 1953 veröffentlicht, in den USA unter dem Titel The Emperor Waltz im Jahr 1956. Veröffentlicht wurde er zudem in Ungarn unter dem Titel Császárkeringö. Die guten Einspielergebnisse schienen Kubaschewskis Argumentation zu bestätigen. Antel drehte im Jahr darauf mit Prack und Markus in den Hauptrollen sowie weiteren Schauspielern aus diesem Film den Film Kaisermanöver. Der Produzent, Autor und Regisseur Ernst Marischka griff jedoch 1955 von sich aus den von der Gloria-Chefin gegenüber Antel abgelehnten Sissy-Stoff auf und schuf unter dem Titel Sissi einen Welterfolg.
Kaiserwalzer wurde am 15. Dezember 2006 von Studiocanal auf DVD veröffentlicht.

## Kritik
Der Spiegel schrieb anlässlich der Premiere des Films:

„Die bittersüße k. u. k.-Herzensromanze, nach dem Konflikt-Schema der allerersten Tonfilm-Operetten […] wurde von Regisseur Antel in grüne Bergwiesen, unermüdlich gegeigte Walzer und viele Schwankerln eingebettet. Als Kaiserin Elisabeth ein schönes Bild der Herrscher-Schwermut: Maria Holst.“

Für den film-dienst war Kaiserwalzer ein „seichtes Melodram mit schmelzender Walzermusik vor den Kulissen eines verkitschten Alt-Österreich.“ Cinema nannte den Film „Herzschmerz, der süß-klebrig dahinwalzt“.
Kino.de sprach von „eine[m] österreichische[m] Melodram, angesiedelt in der fiktivien ‚Sissi‘-Zeit, ohne Happy-End. Regisseur Franz Antel (geb. 1913) gilt als Schöpfer der ‚K. u. K.-Filme‘, die komödiantisch, dramatisch, verkitscht und musikalisch die Kaiserzeit behandelten.“ Weiter hieß es, der „titelgebende Walzer [sei] einer der schönsten von Johann Strauß Sohn“.